# Epicauta callosa
Epicauta callosa — вид жуков семейства нарывников.

## Распространение
Распространён в Северной Америке: Великие Равнины, Монтана, Вайоминг, на юг до Техаса.

## Описание
Жук длиной от 9 до 12 мм.